# 비에르
비에르(Bière)는 스위스 보주의 모르주구에 위치한 지자체이다.

## 역사
비에르는 1177년에 Beria로 처음 언급되었다.

## 지리

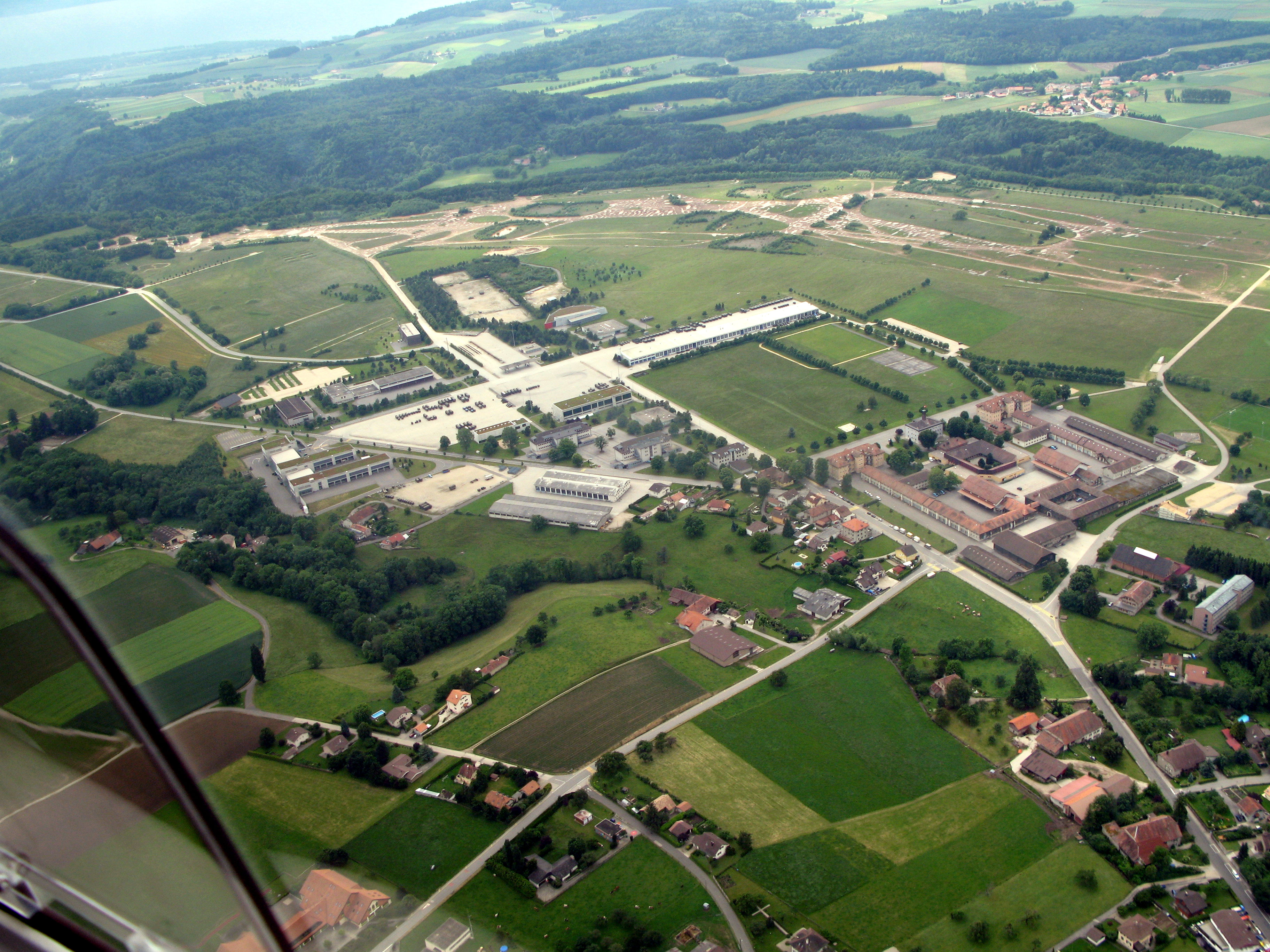
비에르의 풍경

비에르의 면적은 2009년 기준으로 25.01k㎡이다. 이 면적 중 9.57k㎡ (38.3%)가 농업 목적으로 사용되는 반면 12.85k㎡ (51.4%)는 삼림이 있다. 나머지 토지 중 1.68k㎡ (6.7%)가 정착(건물 또는 도로), 0.02k㎡ (0.1%)가 강 또는 호수이며, 0.85k㎡ (3.4%)는 비생산적인 토지이다.
건축면적 중 주택과 건물이 2.4%, 교통기반시설이 2.8%를 차지했다. 산림면적은 전체 면적의 48.5%가 삼림이 우거져 있고, 2.9%는 과수원이나 작은 나무 군락으로 덮여 있다. 농경지 중 21.8%는 작물 재배에 사용되며, 9.7%는 목초지, 6.3%는 고산 목초지에 사용된다. 시정촌의 모든 물은 흐르는 물이다. 비생산적인 지역 중 1.6%는 비생산적인 초목이고, 1.8%는 초목이 자라기에는 너무 암석이 많은 지역이다.
시정촌은 2006년 8월 31일에 해산될 때까지 오본구의 일부였으며, 비에르는 새로운 모르주구의 일부가 되었다.
시정촌은 대규모 농업 계곡 한가운데에 있는 쥐라산맥 기슭에 위치하고 있다.

## 인구통계

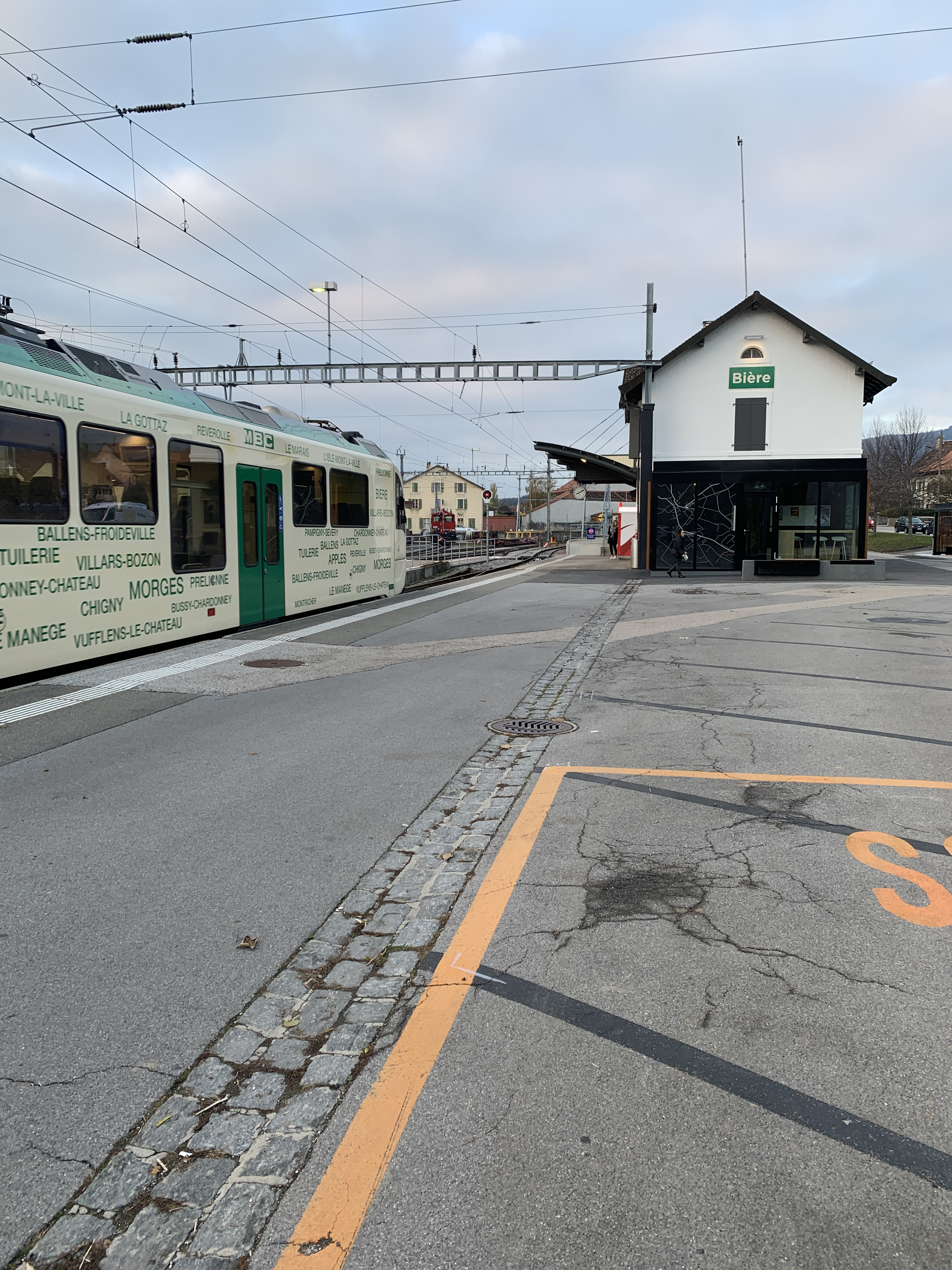
비에르역

2020년 12월 기준, 비에르의 인구는 1,621명이다. 2008년 기준으로 인구의 18.6%가 거주 외국인이다. 1999년부터 2009년까지, 지난 10년 동안 인구는 3.2%의 비율로 변화했다. 이주로 인해 0.3%의 비율로, 출생과 사망으로 인해 2.3%의 비율로 변경되었다.
2000년 기준, 인구 대부분인 1,182명(87.4%)으로 프랑스어를 사용하며, 독일어가 49명(3.6%)으로 두 번째로 많이 사용되고, 포르투갈어가 48명(3.5%)으로 세 번째이다. 이탈리아어를 할 줄 아는 17명과 로만슈어를 할 줄 아는 사람이 2명 있다.
지자체의 인구 중 425명(약 31.4%)가 비에르에서 태어나 2000년에 그곳에 살았다. 같은 주에서 태어난 424명(31.3%)가 있었고, 203명(15.0%)가 스위스 다른 곳에서 태어났고, 249명(18.4%)는 스위스 밖에서 태어났다.
2008년에는 스위스 시민이 13명, 비스위스계 시민에게 4명이 태어났으며, 같은 기간에 스위스 시민이 6명 사망했다. 이민과 이주를 무시하면 스위스 시민의 인구는 7명 증가하고, 외국인 인구는 4명 증가한다. 스위스에서 이민 온 스위스 남자가 1명 있었다. 동시에 다른 나라에서 스위스로 이주한 비스위스 남성 9명과 비스위스계 여성 3명이 있었다. 2008년 전체 스위스 인구 변화(시 경계를 넘는 이동을 포함한 모든 출처에서)는 9명이 감소했고, 비스위스계 인구는 18명이 증가했다. 이것은 0.6%의 인구 증가율을 나타낸다.
2009년 기준 비에르의 연령 분포는 다음과 같다. 145명의 어린이(인구의 10.1%)가 0~9세이고, 184명의 청소년(12.8%)이 10~19세이다. 성인 인구 중 168명(인구의 11.7%)이 20~29세이다. 186명(13.0%)은 30~39세, 231명(16.1%)은 40~49세, 177명(12.4%)은 50~59세이다. 고령자 분포는 155명(인구의 10.8%)이 60세 이상이다. 69세는 70~79세가 95명(6.6%), 80~89세가 73명(5.1%), 90세 이상이 19명(1.3%)이다.
2000년 기준으로 시정촌에 미혼이거나, 독신인 사람은 526명이다. 기혼자는 685명, 미망인은 82명, 이혼한 사람은 60명이었다.
2000년 기준으로 시정촌에는 550세대의 개인가구가 있고, 가구당 평균 2.4명이다. 1인 가구가 160가구, 5인 이상 가구가 35가구였다. 총 562가구 중 1인 가구가 28.5%로 부모와 동거하는 성인이 5명이었다. 나머지 가구 중 자녀가 없는 기혼가구는 170가구, 자녀가 있는 기혼가구는 178가구, 자녀가 있는 편부모는 27가구다. 10가구는 혈연관계가 없는 사람들로, 12가구는 일종의 기관이나 집단주택으로 구성되어 있었다.
2000년에는 총 259채의 주거용 건물 중 115채(전체의 44.4%)가 단독주택이었다. 다가구는 62채(23.9%), 주로 주거용으로 사용되는 다목적 건물은 63채(24.3%), 기타 용도(상업용, 공업용)는 19채(7.3%)였다. 단독주택 중 48채는 1919년 이전에 지어졌고, 11채는 1990년에서 2000년 사이에 지어졌다. 가장 많은 다가구 주택(31채)은 1919년 이전에 지어졌고, 그 다음으로 가장 많은 주택(10채)은 1919년과 1945년 사이에 지어졌다. 1996년에서 2000년 사이에 지어진 다가구 주택이 1채 있었다.
2000년에는 시정촌에 612개의 아파트가 있었다. 가장 흔한 아파트 규모는 3실이었으며, 그중 216실이 있었다. 1인실 아파트가 42실, 5실 이상 아파트가 121실이었다. 이 중 상시 입주가 가능한 아파트는 519채(전체의 84.8%), 성수기 아파트는 60채(9.8%), 공실은 33채(5.4%)였다. 2009년 기준 신규주택 건설률은 인구 1000명당 8.4세대이다. 2010년 시정촌 공실률은 0.63%였다.
역사적 인구는 다음 차트에 나와 있다.

## 정치
2007 년 연방 선거에서 가장 인기 있는 정당은 36.31%의 득표율을 기록한 SVP였다. 다음으로 가장 인기 있는 3개 정당은 SP (15.46%), FDP (12.39%), LPS (11.09%)였다. 이번 연방선거에서는 총 392표를 득표했고, 투표율은 42.2%였다.

## 경제

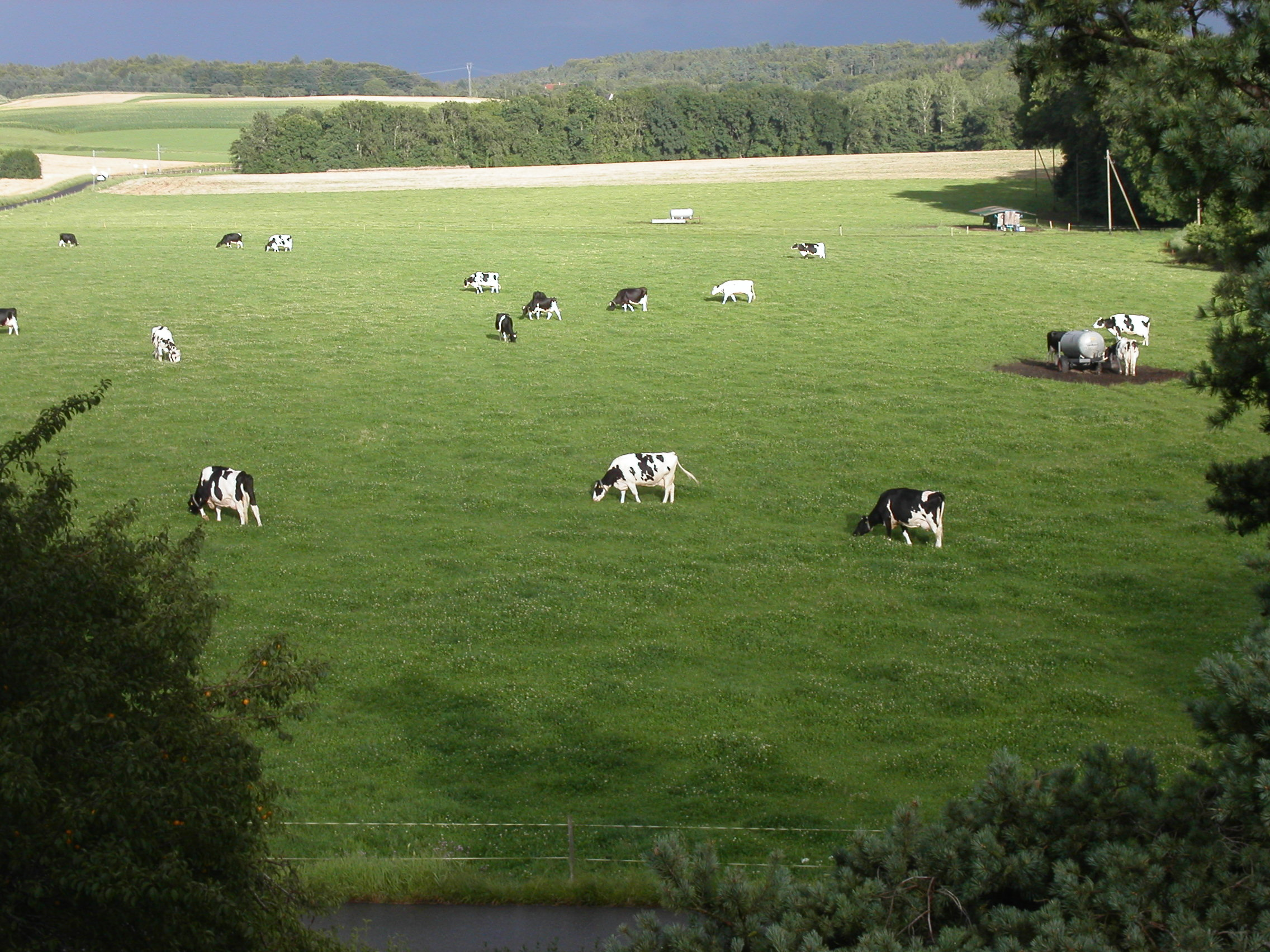
비에르의 방목장

2010년 기준으로 비에르의 실업률은 5.2%였다. 2008년 기준으로 1차 경제 부문에 62명이 고용되어 있고, 이 부문에 약 20개 기업이 참여하고 있다. 78명이 2차 부문에 고용되었고, 이 부문에 20개의 기업이 있었다. 399명이 3차 부문에 고용되었으며, 이 부문에는 46개의 기업이 있다. 시정촌 주민은 672명으로 일정 정도 고용되었으며, 그중 여성이 전체 노동력의 44.5%를 차지했다.
2008년에 정규직에 상응하는 총 일자리 수는 480개였다. 1차 부문의 일자리 수는 51개였으며, 그중 44개는 농업에 있었고, 7개는 임업 또는 목재 생산에 있었다. 2차 부문의 일자리 수는 75개로 이 중 29개(38.7%)가 제조업, 45개(60.0%)가 건설업이었다. 3차 부문의 일자리 수는 354개였다. 40개(11.3%)는 도소매 또는 자동차 수리업, 34개(9.6%)는 상품의 이동과 보관, 36개(10.2%)는 호텔 또는 레스토랑, 4개(1.1%)는 정보 산업에 종사했다. 3개(0.8%)가 보험 또는 금융 산업, 10개(2.8%)가 기술 전문가 또는 과학자, 7개(2.0%)가 교육, 15개(4.2%)가 의료 분야였다.
2000년 기준으로 자치단체로 통근하는 근로자는 232명, 출퇴근자는 371명이었다. 지자체는 근로자의 순수출 지자체이며, 1명에 들어오는 1명당 약 1.6명의 근로자가 지자체를 떠나고 있다. 비에르에 들어오는 인력의 약 5.2%가 스위스 외부에서 온다. 근로 인구의 11.6%가 대중교통을 이용하여 출퇴근하고, 54.5%가 자가용을 이용하였다.
지자체는 비에르–아플레–모르주 철도의 비에르역으로 연결되어 있다.
비에르는 스위스 전역에서 포병과 보병 병기고의 위치로 알려져 있으며, 그 기원은 1822년으로 거슬러 올라간다. 그 기원은 스위스 군대 가 오본과 Toleure에 접해 있는 Plateau Sur Champagne 을 더 큰 훈련 단위로 처음 사용했을 때이다. 군사 기지는 1874년에 포병과 보병 을 위해 만들어졌으며, 1913년 스위스 연방의 소유가 되었다.

## 종교
2000년 인구 조사에 따르면 311명(23.0%)이 로마 가톨릭 신자이고, 765명(56.5%)이 스위스 개혁 교회에 속해 있다. 나머지 인구 중 정교회 교인은 24명 (인구의 약 1.77%)이었고, 다른 기독교 교인은 18명(인구의 약 1.33%)이었다. 1명의 유대인이 있었고, 43명(인구의 약 3.18%)이 이슬람교였다. 다른 교회에 소속된 1명이 있었다. 130명(인구의 약 9.61%)이 교회에 속하지 않고, 불가지론자 또는 무신론자이다. 그리고 60명의 개인(또는 인구의 약 4.43%)이 질문에 대답하지 않았다.

## 교육
비에르에서는 인구의 약 481명(35.6%)이 필수가 아닌 고등교육을 이수했으며, 121명(8.9%)이 추가 고등 교육(대학 또는 응용학문대학)을 마쳤다. 고등교육을 마친 121명 중 65.3%가 스위스 남성, 26.4%가 스위스 여성, 5.0%가 비스위스계 여성이었다.
2009/2010학년도에 비에르 학군에는 총 191명의 학생이 있었다. 보주 주립학교 시스템에서는 정치 구역에서 2년간의 의무가 아닌 유아원을 제공한다.. 학년도 동안 정치 지역은 총 631명의 어린이에게 유치원 보육을 제공했으며, 그중 203명의 어린이(32.2%)가 보조금을 받는 유치원 보육을 받았다. 주의 초등학교 프로그램은 학생들이 4년 동안 출석해야 한다. 시립 초등학교 프로그램에는 90명의 학생이 있었다. 의무 중학교 프로그램은 6년 동안 지속되며, 해당 학교의 학생은 95명이었다. 홈스쿨링을 하거나 다른 학교에 다니는 학생도 6명 있었다.
2000년 기준으로 비에르에는 다른 지자체에서 온 11명의 학생이 있었고, 173명의 주민이 지자체 외부 학교에 다녔다.

## 명소
생르누아(Saint-Benoît) 교회는 15세기에 지어졌지만, 그 이후로 여러 번 복원과 개조 과정을 거쳤다. 성벽에는 한때 지금은 사라진 수도원으로 연결되었던 12세기 문이 있다. 17세기부터 19세기까지의 전형적인 농가 몇 채가 시내 중심가에 보존되어 있다.

## 교통
비에르는 교통 면에서 잘 발달되어 있다. 오본(Aubonne)에서 비에르를 거쳐 Col du Marchairuz를 지나 발레드주로 이어지는 주요 도로에 있다. 1895년 7월 1일, 협궤 철도 비에르-아플레-모르주가 운행되었다. 또한 비에르까지는 Gimel-L'Isle 버스 노선이 있다.